# San Marino CEPU Open 2004
Il San Marino CEPU Open 2004 è stato un torneo di tennis facente parte della categoria ATP Challenger Series nell'ambito dell'ATP Challenger Series 2004. Il torneo si è giocato a San Marino in San Marino dal 26 luglio al 1º agosto 2004 su campi in terra rossa.

## Vincitori

### Singolare
Potito Starace ha battuto in finale  Hugo Armando con il punteggio di 6–4, 1–6, 6–3.

### Doppio
Massimo Bertolini /  Tom Vanhoudt hanno battuto in finale  Adrián García /  Álex López Morón con il punteggio di 6–2, 6–4.